# 李绘 (隋朝)
李绘（?—?），追尊唐太祖李虎第五子，李绘在隋朝官至大将军、郑州瀛洲刺史、朔州夏州总管、秦川郡开国公。李渊建立唐朝，武德年间，追封李绘为雍王。

## 家庭

### 夫人
- 河南窦氏，隋朝上柱国、陈国公窦荣定与成安郡长公主所生之女[1]

### 子孙
- 李贽，唐朝追封河南郡王
  - 李道玄，河南壮王
  - 李道明，淮阳郡王
    - 李景融
      - 李务该
        - 李思一
          - 李岌，晋原县尉
            - 李郱，中大夫、陕府左司马
              - 李邠，澄城县主簿
              - 李激，鄜城县令
              - 李放，芮城县尉
              - 李汉，字南纪，監察御史、宗正少卿
                - 李贶
                - 李赡

              - 李浐，字经野
              - 李洸，字正武
              - 李潘，字子及，礼部侍郎
                - 李炬，字则中
                - 李炯，字著明
- 李韶，隋蜀王师、都督，唐朝追封东平郡王
  - 李道宗，字承范，江夏郡王
    - 李景恒，卢国公、相州刺史
    - 李某
      - 李某
        - 李某
          - 李汭
            - 李宗衡，户部员外郎

          - 李涚，宗正少卿

    - 李景仁，字楚子，潞城令
    - 李氏，嫁韦待价
    - 金城郡君李氏，嫁河州刺史冉实

  - 李道兴，广宁郡公
  - 李道弼，博陵郡公
    - 李某
      - 李知柔，御史中丞
      - 李知止，刑部郎中

  - 李道素，石州刺史、竟陵郡公
    - 李氏，嫁兵部尚书、清河郡公杨弘礼长子尚乘直长杨元嗣

  - 李道立，高平郡王，出继永安郡王李孝基
    - 李景误，蔡国公
    - 李景淑，毕国公
      - 李孟康，太子左赞善大夫
      - 李仲康，楚州刺史
        - 李涛，衢州司士参军
          - 李居介
          - 李居佐
          - 李居正
          - 李居敬
          - 李居易

      - 李少康，睢阳太守、太常卿
        - 李涵，尚書右僕射
          - 李鲔，陈州长史
            - 李克让，宗正寺主簿
            - 李克逊，新安县尉

          - 李鲲
          - 李鰅

        - 李汗
        - 李浓

      - 李少连，宗正少卿

    - 李景嘉，千牛卫大将军
      - 李令珪
        - 李睦，曹蔡二州长史，赠汾颍二州刺史
          - 李华，字士谋，润州长史、汝州司马
            - 李季和
            - 李夜光
            - 李举，字宣直，殿中侍御史
              - 李审，洛阳县尉
                - 李淑，字令之，李审长女

              - 李寀
              - 李寰
              - 李寅
              - 李定
              - 李宁

            - 李氏，嫁邢某

      - 李令微
- 李宝艳，嫁隋朝东宫亲卫宋胤[1]